# Hellfest
Hellfest is een metalfestival dat sinds 2006 jaarlijks plaatsvindt in de Franse gemeente Clisson, in het département Loire-Atlantique. Het festival duurt drie dagen en vindt plaats in juni, meestal in hetzelfde weekend als het Belgische Graspop Metal Meeting. Het is de opvolger van Furyfest, dat in 2002 in Clisson, in 2003 in Nantes en in 2004 en 2005 in Le Mans plaatsvond. Vanwege de coronapandemie werd het festival in 2020 en 2021 niet georganiseerd.

## Edities

### 2006
Eerste editie, 22.000 bezoekers, headliners en enkele overige bands:
- Vrijdag 23 juni: Alice in Chains, Stone Sour, Soulfly
- Zaterdag 24 juni: Motörhead, Helloween, Saxon
- Zondag 25 juni: Dead Kennedy's, Madball, Celtic Frost

### 2007

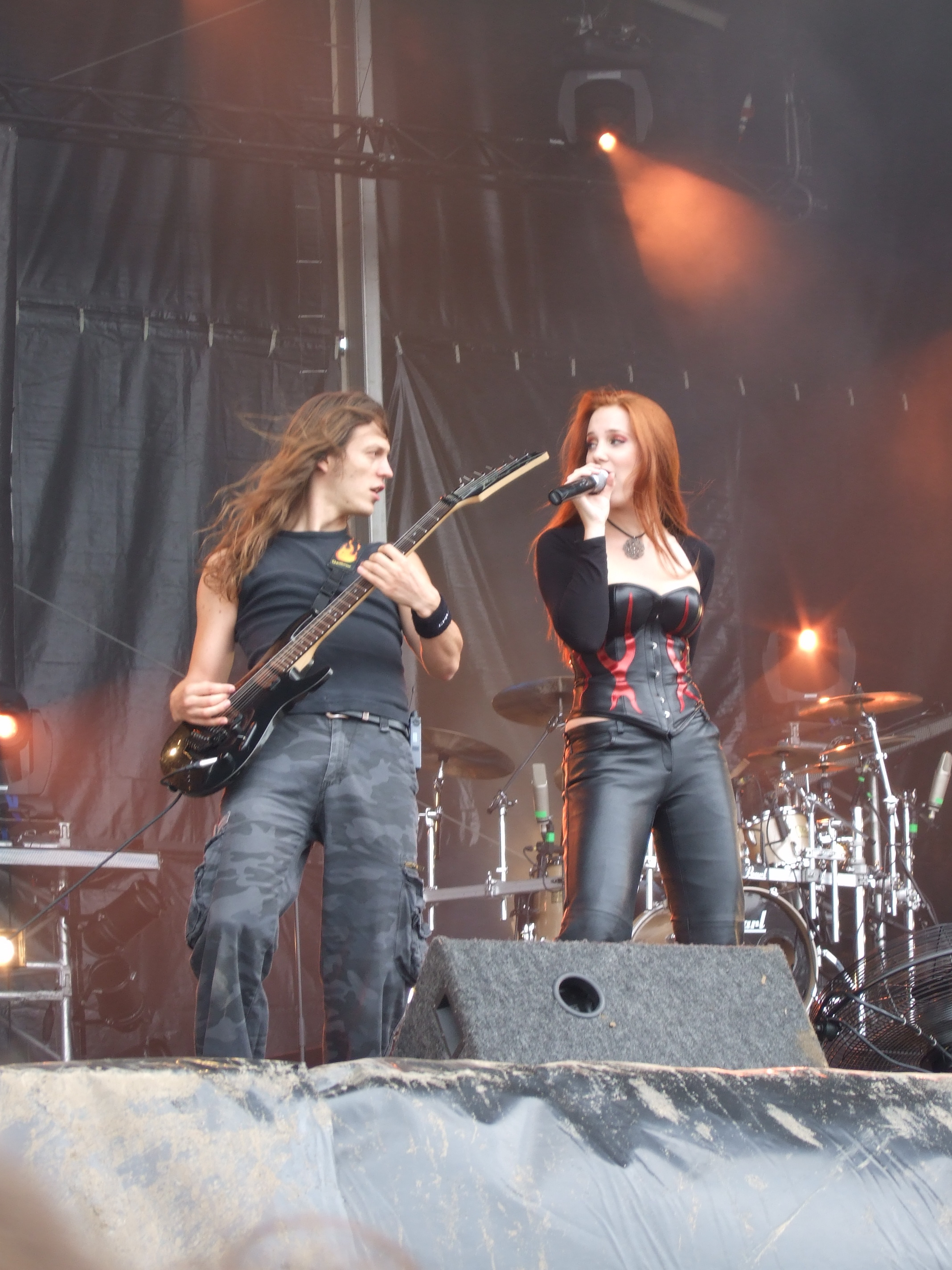
Epica in 2007.

Tweede editie, 40.000 bezoekers, headliners en enkele overige bands:
- Vrijdag 22 juni: Korn, Slayer, Cannibal Corpse
- Zaterdag 23 juni: Type O Negative, Children of Bodom, Moonspell
- Zondag 24 juni: Emperor, Dream Theater, Megadeth

### 2008
Derde editie, 45.000 bezoekers, headliners en enkele overige bands:
- Vrijdag 20 juni: In Flames, Dimmu Borgir, Sick of It All
- Zaterdag 21 juni: Helloween, Cavalera Conspiracy, Airbourne
- Zondag 22 juni: Motörhead, NOFX, Opeth

### 2009

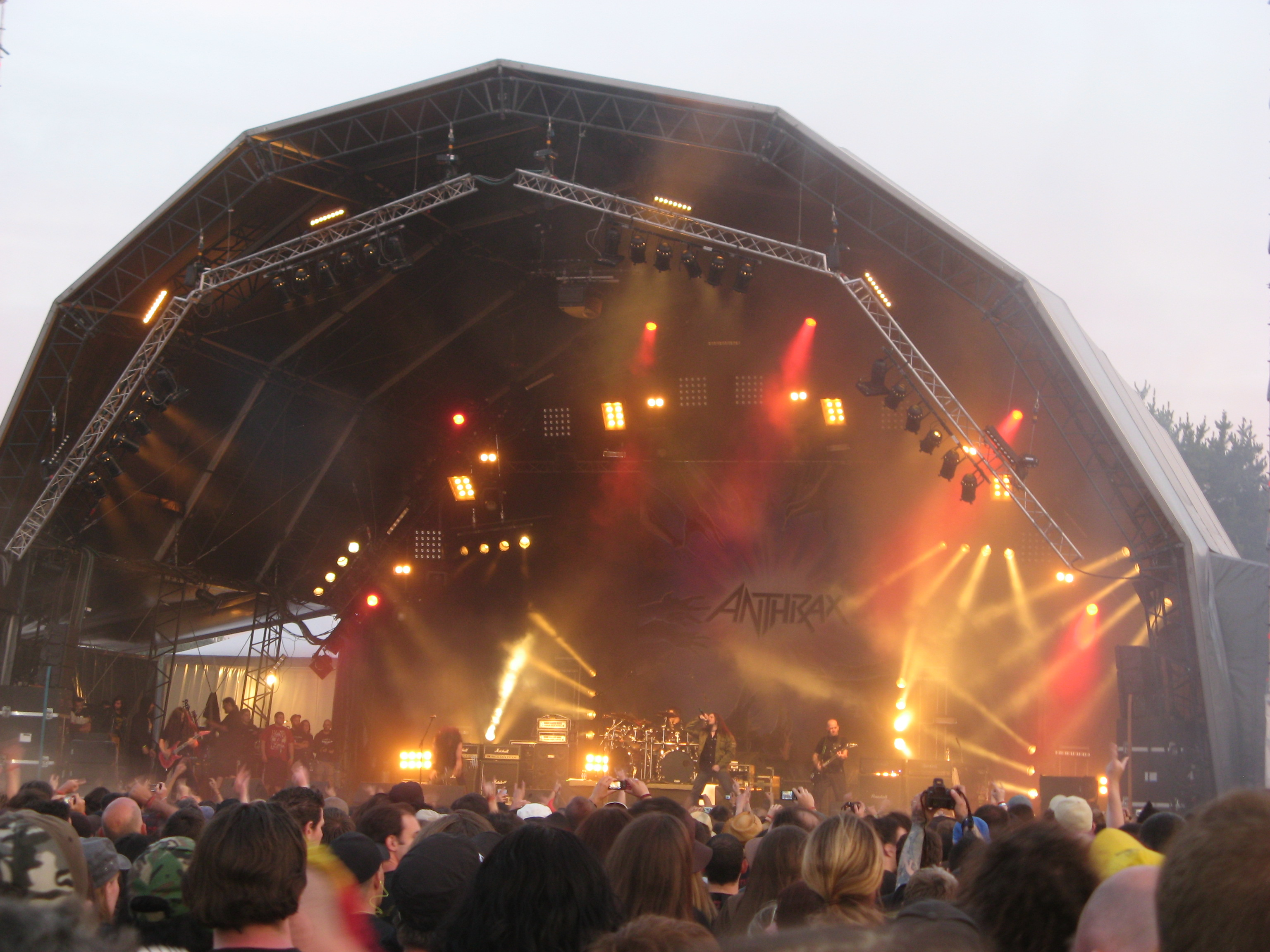
Anthrax in 2009.

Vierde editie, 60.000 bezoekers, headliners en enkele overige bands:
- Vrijdag 19 juni: Mötley Crüe, Heaven & Hell, Anthrax
- Zaterdag 20 juni: Marilyn Manson, Machine Head, Cradle of Filth
- Zondag 21 juni: Manowar, Dream Theater, Hatebreed

### 2010
Vijfde editie, 70.000 bezoekers, headliners en enkele overige bands:
- Vrijdag 18 juni: Fear Factory, Sepultura, Biohazard
- Zaterdag 19 juni: Alice Cooper, Twisted Sister, Slash
- Zondag 20 juni: Kiss, Slayer, Motörhead

### 2011

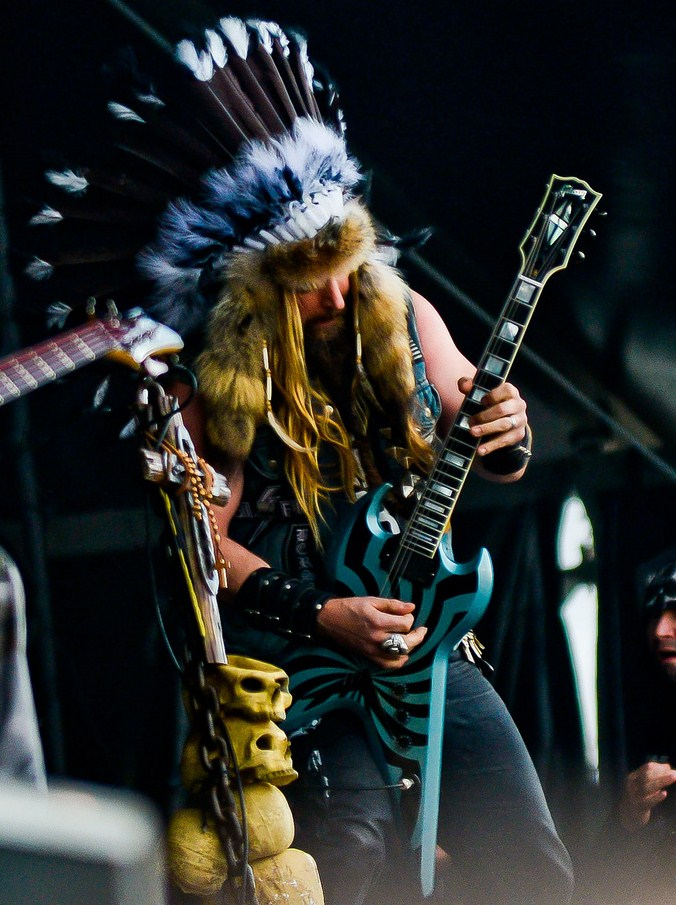
Black Label Society in 2011.

Zesde editie, 75.000 bezoekers, headliners en enkele overige bands:
- Vrijdag 17 juni: Iggy & The Stooges, In Flames, Rob Zombie
- Zaterdag 18 juni: Scorpions, Black Label Society, Hammerfall
- Zondag 19 juni: Ozzy Osbourne, Judas Priest, Opeth

### 2012
Zevende editie, 115.000 bezoekers, headliners en enkele overige bands:
- Vrijdag 15 juni: Megadeth, Lynyrd Skynyrd, Obituary
- Zaterdag 16 juni: Guns N' Roses, Machine Head, Within Temptation
- Zondag 17 juni: Ozzy Osbourne, Mötley Crüe, Lamb of God

### 2013

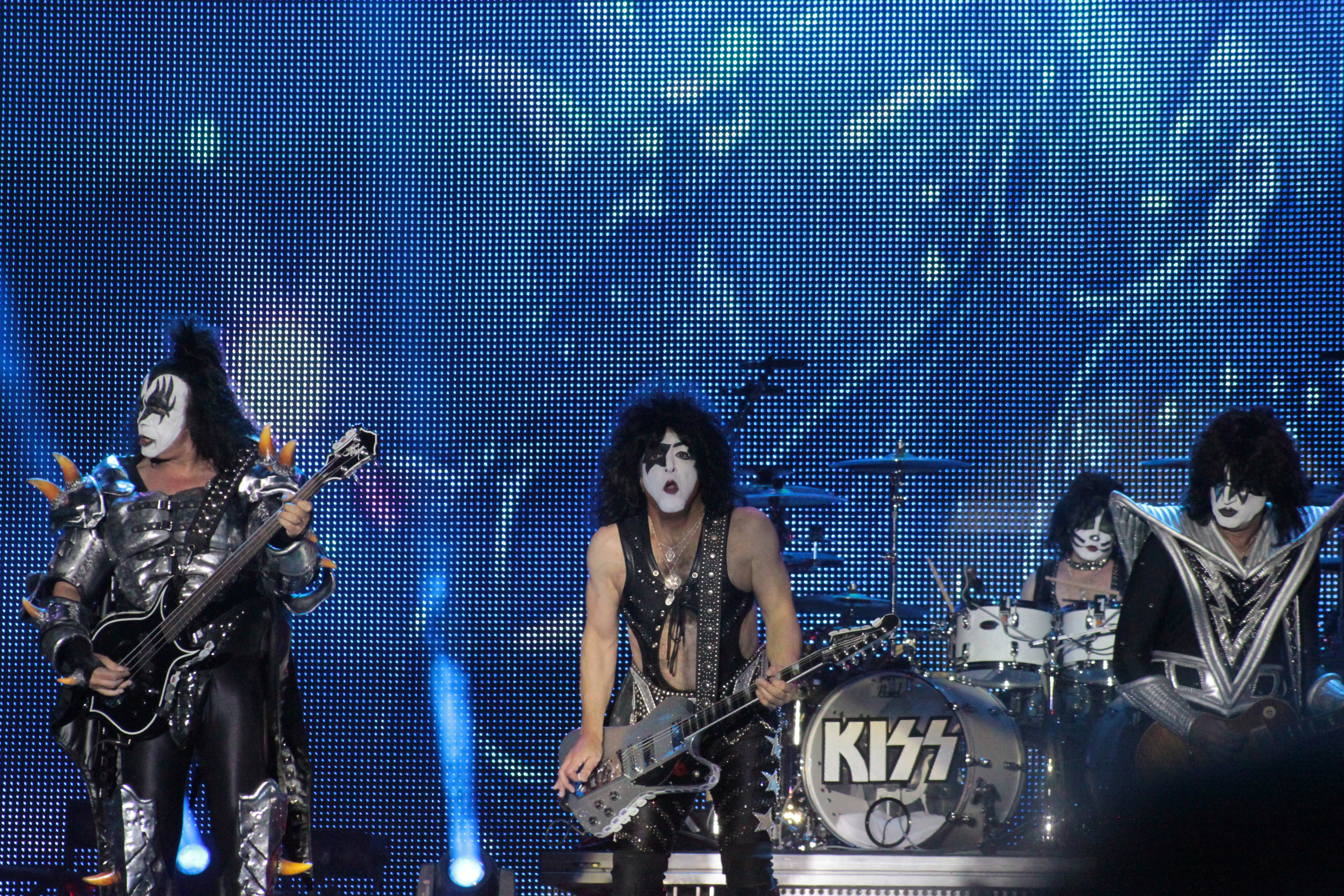
Kiss in 2013.

Achtste editie, 102.000 bezoekers, headliners en enkele overige bands:
- Vrijdag 21 juni: Def Leppard, Twisted Sister, Whitesnake
- Zaterdag 22 juni: Kiss, ZZ Top, Korn
- Zondag 23 juni: Volbeat, Stone Sour, Napalm Death

### 2014

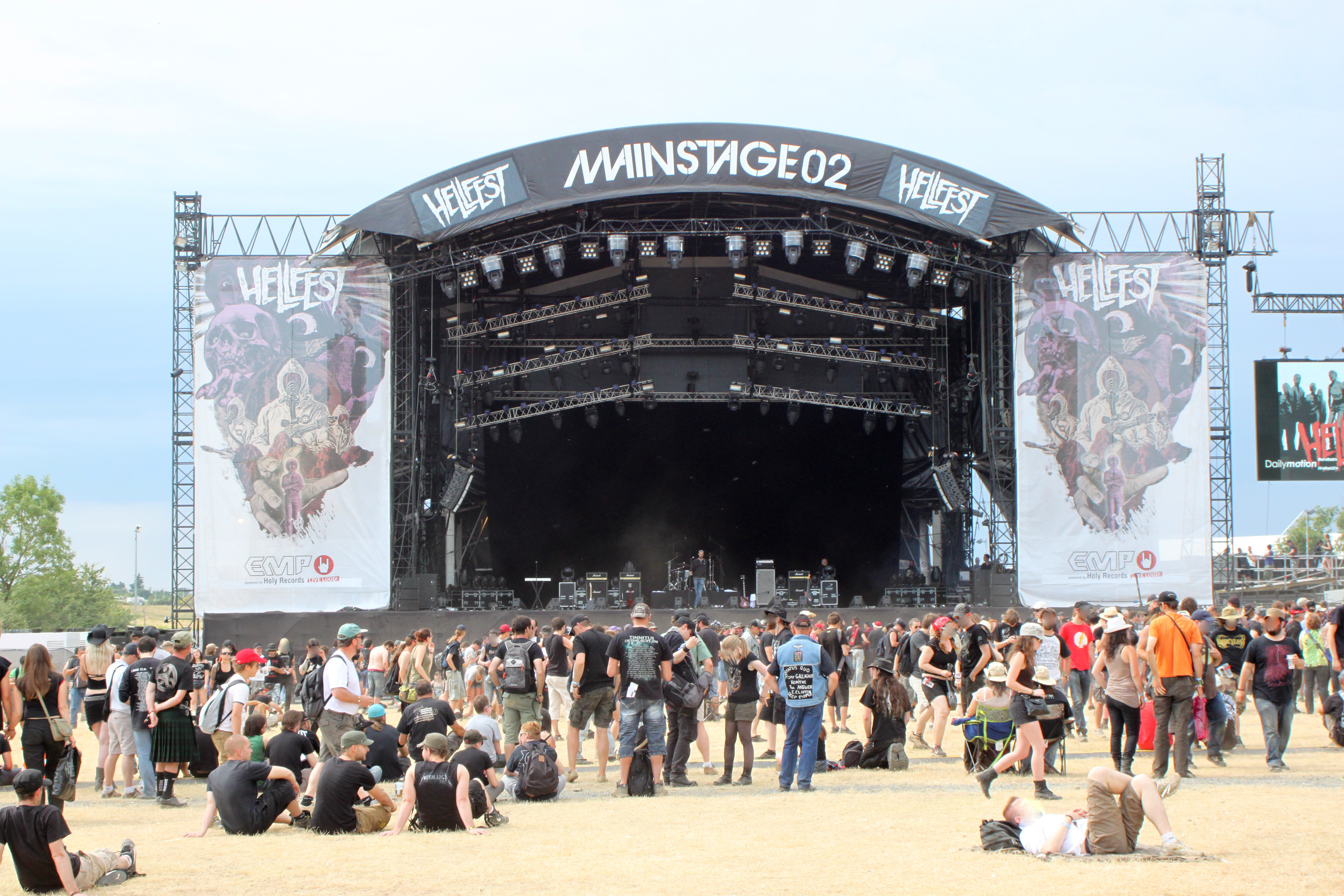
Hellfest in 2014.

Negende editie, 152.000 bezoekers, headliners en enkele overige bands:
- Vrijdag 20 juni: Iron Maiden, Slayer, Rob Zombie
- Zaterdag 21 juni: Aerosmith, Deep Purple, Avenged Sevenfold
- Zondag 22 juni: Black Sabbath, Soundgarden, Megadeth

### 2015

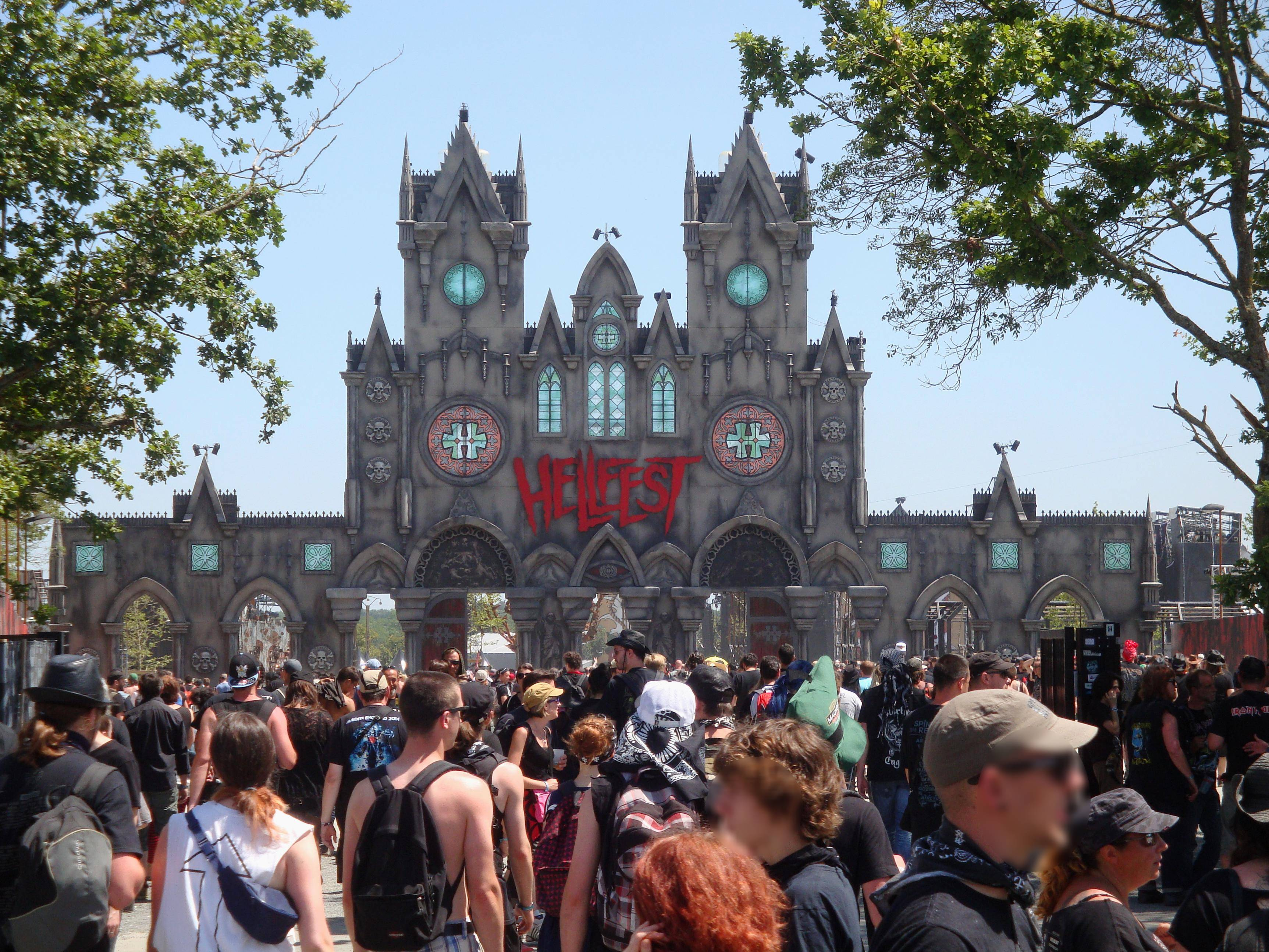
Hellfest in 2015.

Tiende editie, 140.000 bezoekers, headliners en enkele overige bands:
- Vrijdag 19 juni: Slipknot, Judas Priest, Alice Cooper
- Zaterdag 20 juni: Scorpions, Marilyn Manson, Faith No More
- Zondag 21 juni: Korn, Limp Bizkit, Nightwish

### 2016

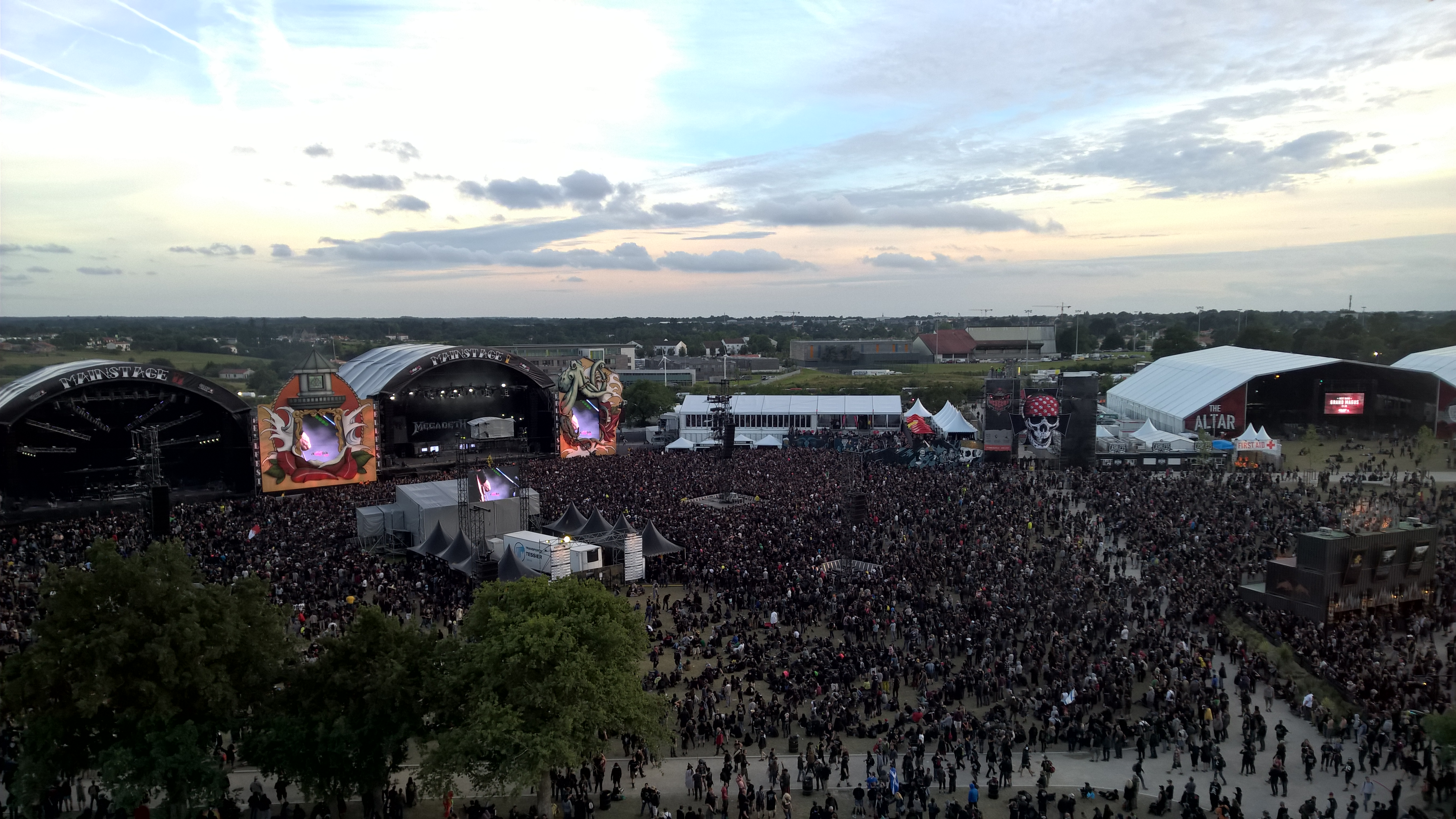
Hellfest in 2016.

Elfde editie, 159.000 bezoekers, headliners en enkele overige bands:
- Vrijdag 17 juni: Rammstein, Volbeat, The Offspring
- Zaterdag 18 juni: Twisted Sister, Within Temptation, Korn
- Zondag 19 juni: Black Sabbath, Slayer, Megadeth

### 2017

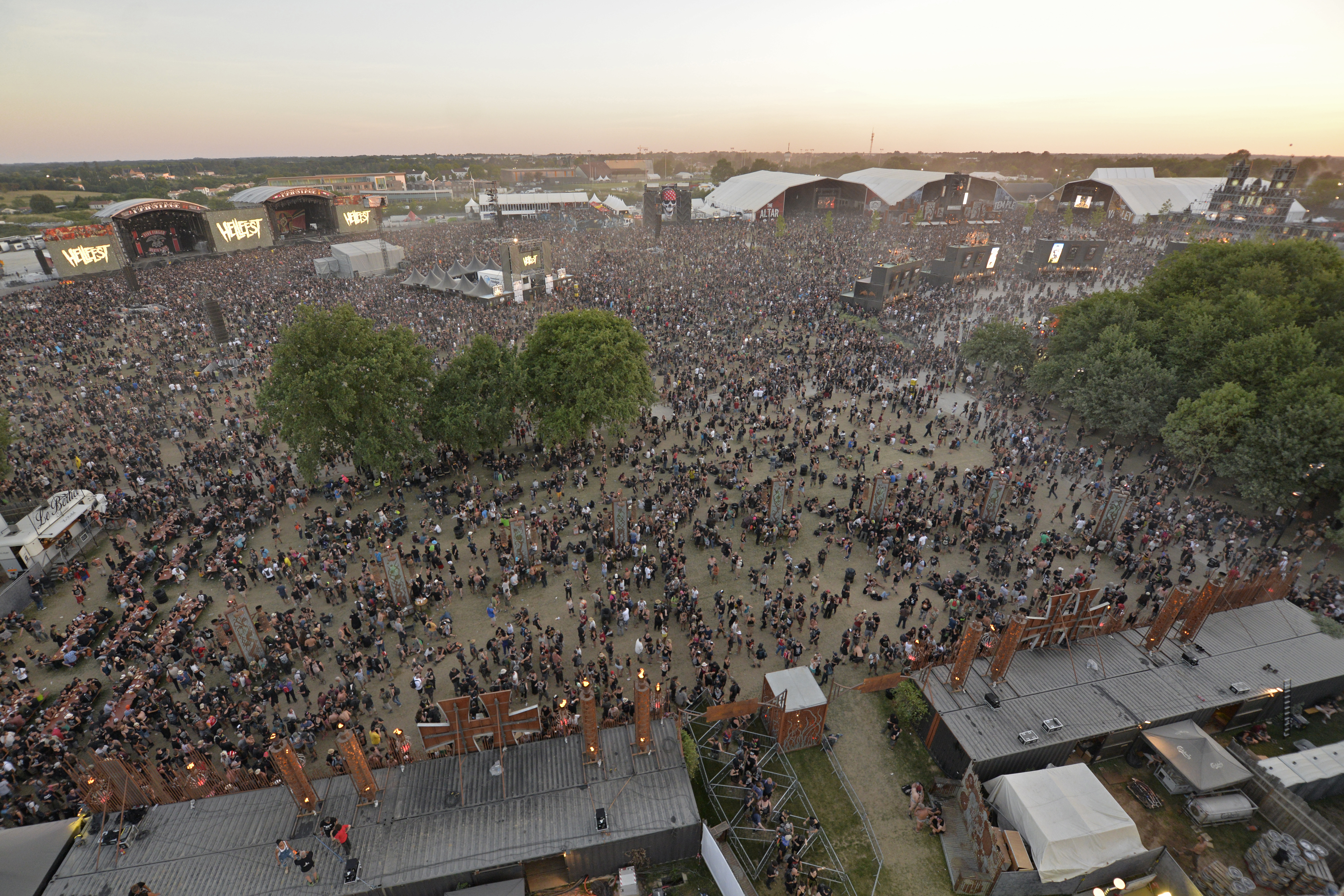
Hellfest in 2017.

Twaalfde editie, 152.000 bezoekers, headliners en enkele overige bands:
- Vrijdag 16 juni: Deep Purple, Rob Zombie, In Flames
- Zaterdag 17 juni: Aerosmith, Airbourne, Apocalyptica
- Zondag 18 juni: Linkin Park, Prophets of Rage, Alter Bridge

### 2018

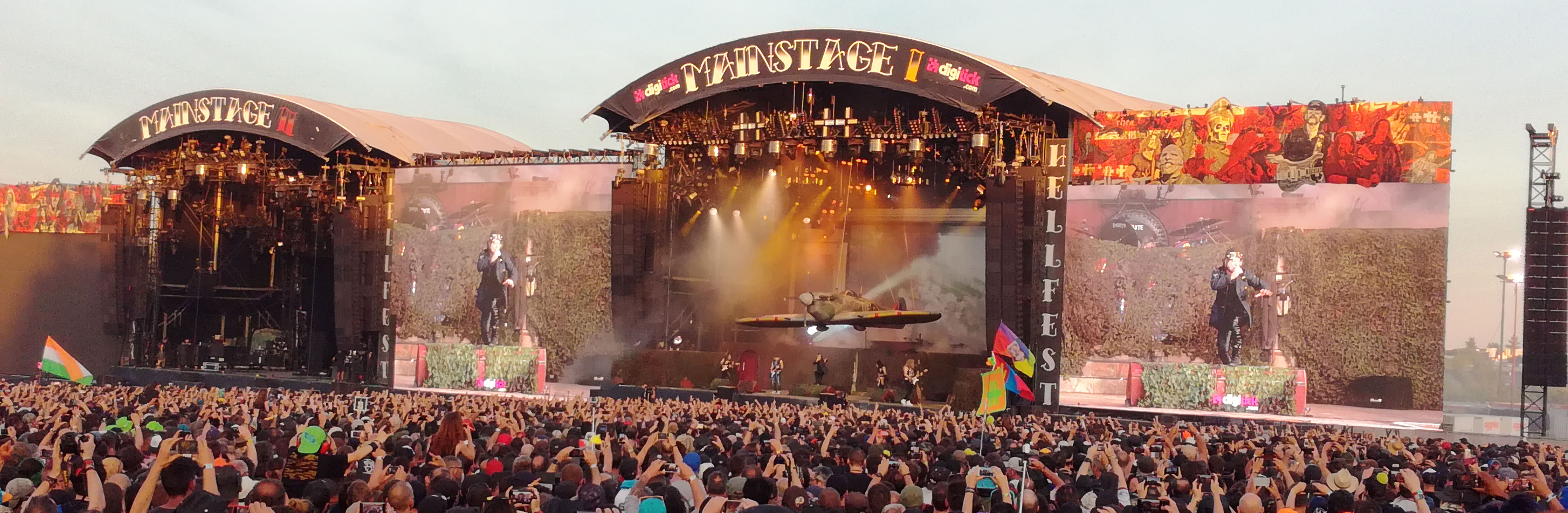
Iron Maiden op Hellfest 2018.

Dertiende editie, headliners en overige bands:
- Vrijdag 22 juni: Judas Priest, Hollywood Vampires, Europe, Napalm Death, Stone Sour, Rise Against, Bad Religion
- Zaterdag 23 juni: Avenged Sevenfold, Deftones, Bullet For My Valentine, Limp Bizkit, Jonathan Davis, Parkway Drive, Children of Bodom, Hatebreed, Dimmu Borgir, Madball
- Zondag 24 juni: Iron Maiden, Megadeth, Marilyn Manson, Nightwish, Megadeth, Accept, Alice in Chains, Turbonegro, Ensiferum

### 2019
Veertiende editie, headliners:

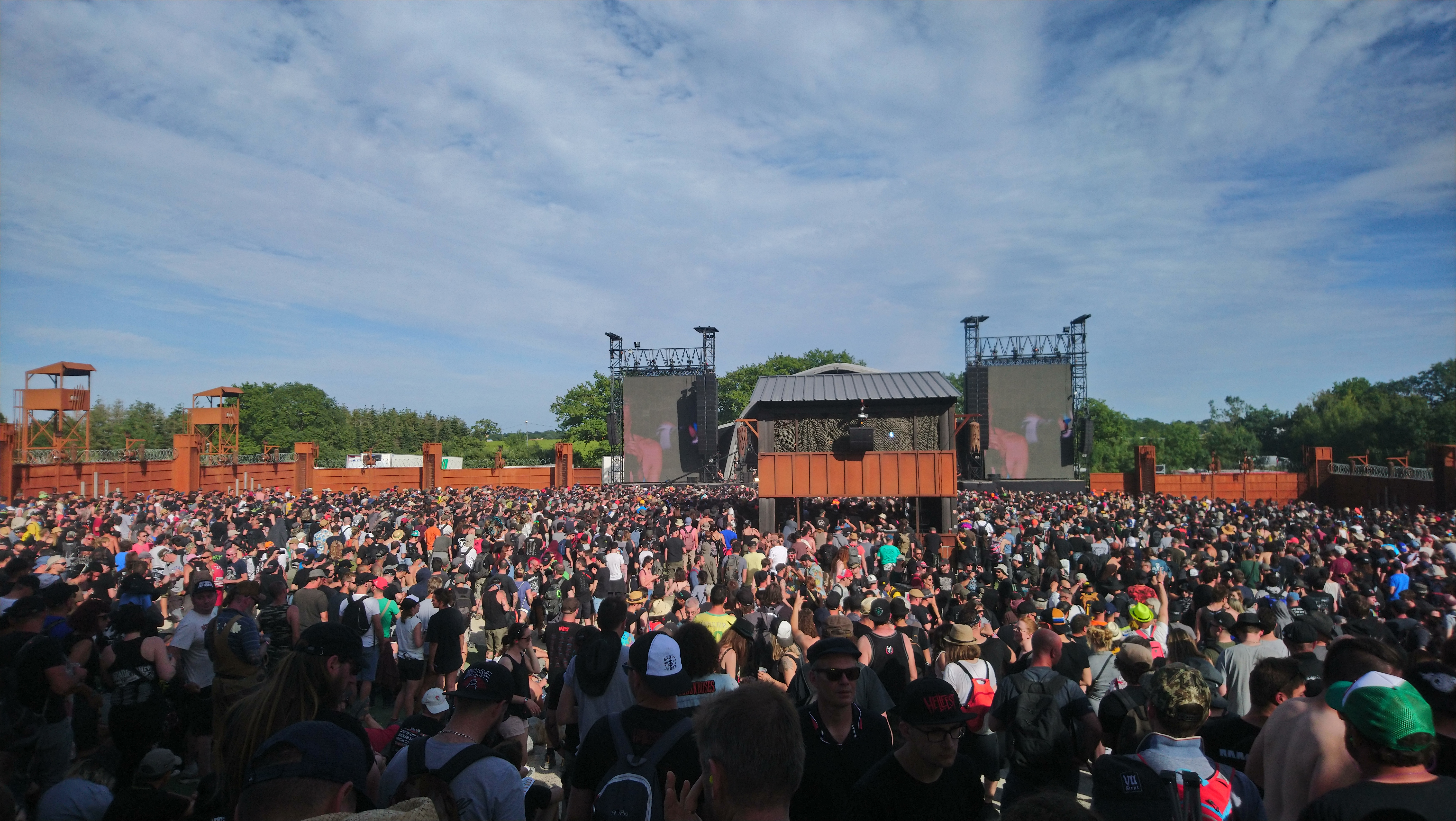
Hellfest in 2019.

- Vrijdag 21 juni: Sabaton, Architects
- Zaterdag 22 juni: Kiss, ZZ Top, Def Leppard
- Zondag 23 juni: Tool, Slayer, Lynyrd Skynyrd

### 2020 en 2021
Geen edities vanwege de coronapandemie.

### 2022

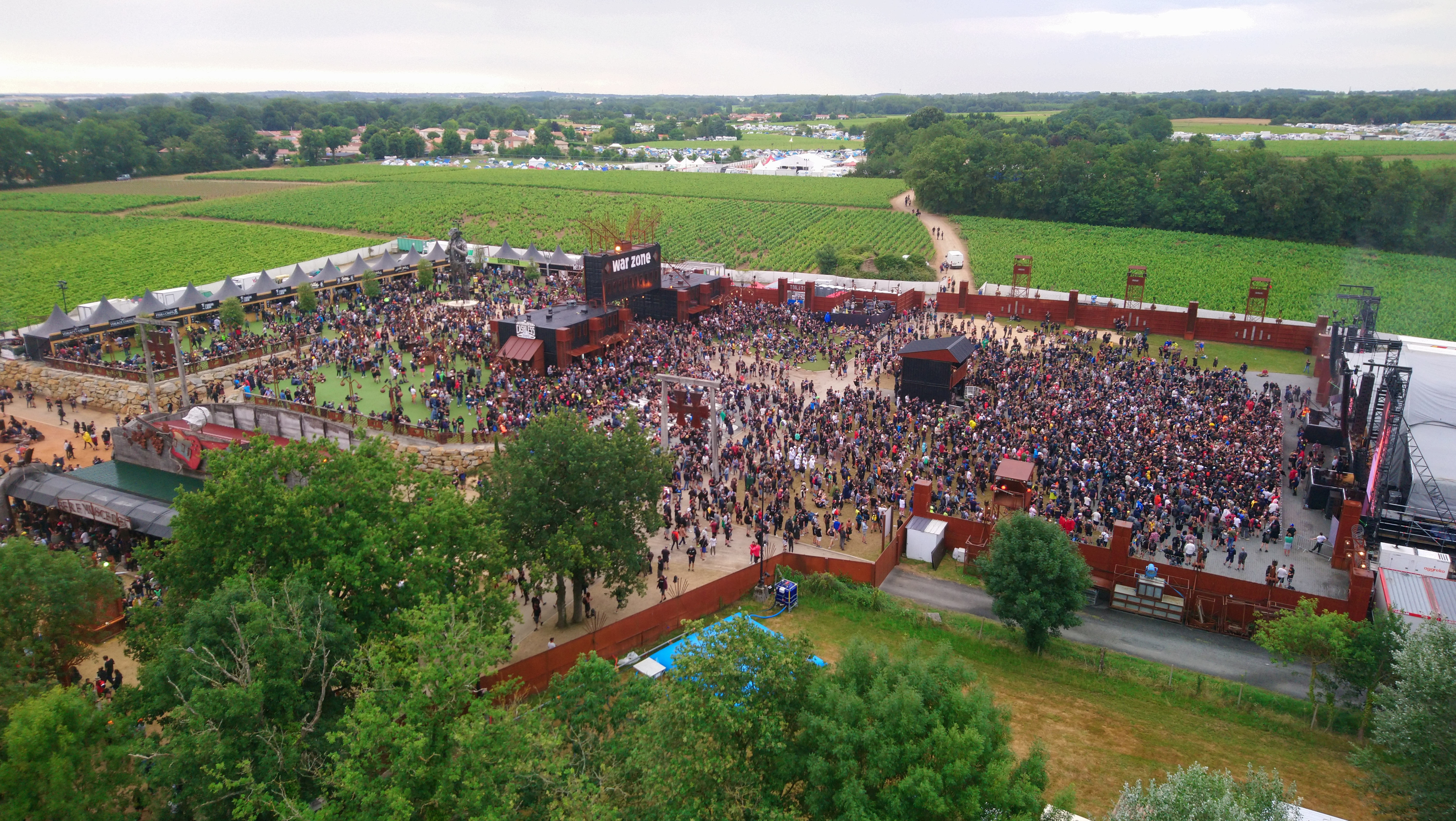
Podium Warzone op Hellfest 2022.

Vijftiende editie, verdeeld over twee weekenden, headliners:
- Vrijdag 17 juni: Volbeat, Deftones, Dropkick Murphys
- Zaterdag 18 juni: Deep Purple, Megadeth, Airbourne
- Zondag 19 juni: Judas Priest, Gojira, KoRn

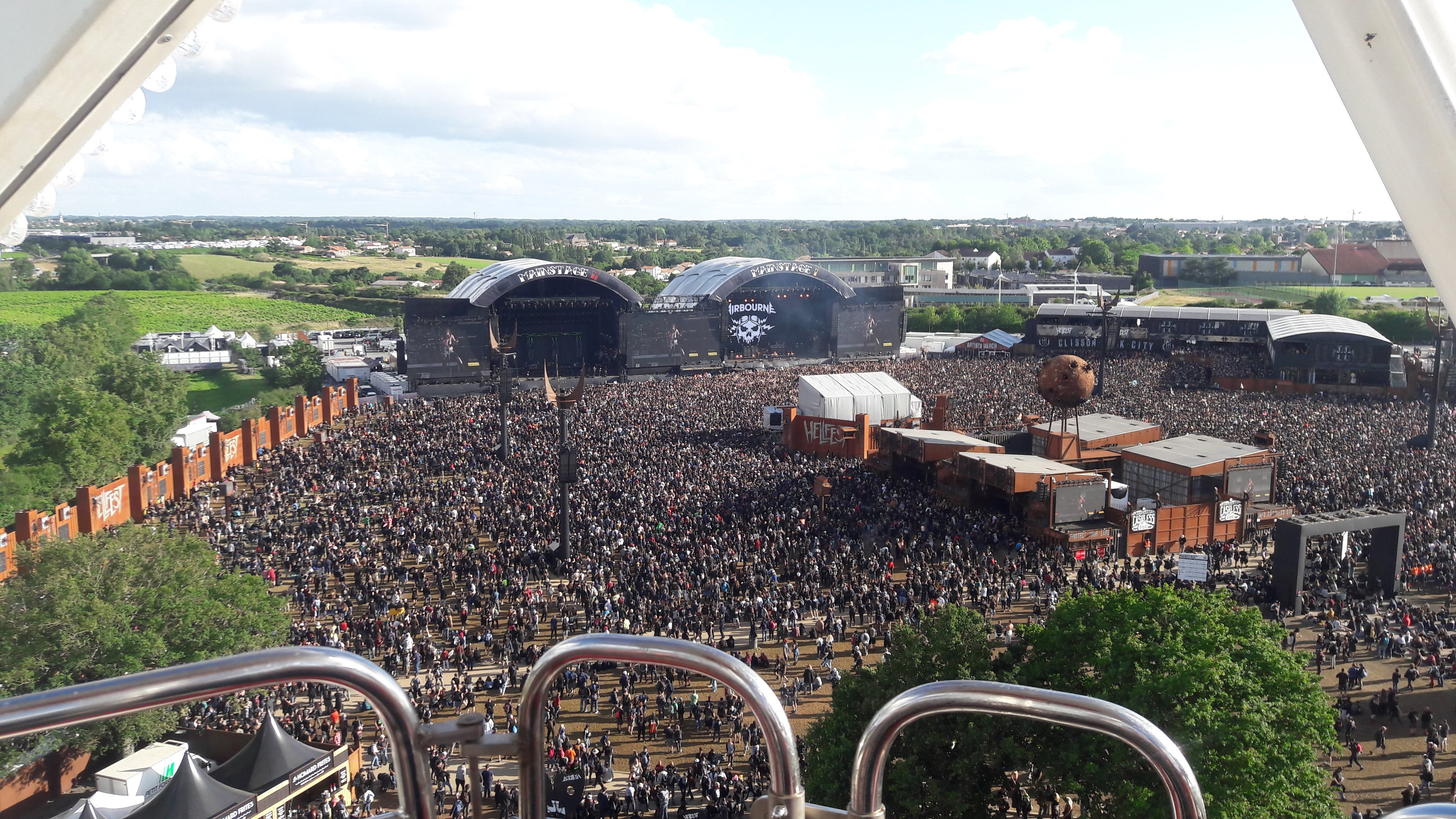
Hoofdpodium op Hellfest 2022.

- Donderdag 23 juni: Scorpions, Whitesnake, Helloween, Rise Against
- Vrijdag 24 juni: Nine Inch Nails, Alice Cooper, Megadeth, Bad Religion
- Zaterdag 25 juni: Guns N' Roses, Nightwish, Airbourne, Epica, In Extremo
- Zondag 26 juni: Metallica, Sabaton, Black Label Society, Bring Me the Horizon

### 2023
Zestiende editie, aangekondigde headliners:
- Donderdag 15 juni: KISS, Hollywood Vampires, Parkway Drive
- Vrijdag 16 juni: Mötley Crüe, Def Leppard, Sum 41
- Zaterdag 17 juni: Iron Maiden, Within Temptation, Powerwolf
- Zondag 18 juni: Slipknot, Pantera, Incubus